# 台湾桑梭螺
台湾桑梭螺（学名：Xandarovula formosana）为梭螺科桑梭螺属的动物。分布于日本、台湾等地，模式标本采集于水深300英尺的海底。该物种的模式产地在台湾西南。